# Tossalnou
Tossalnou o el Tossalet es una pedanía de Rafelguaraf en la Comunidad Valenciana, España. Se encuentra a 1 km de distancia de la capital del municipio y tenía 212 habitantes en 2019.

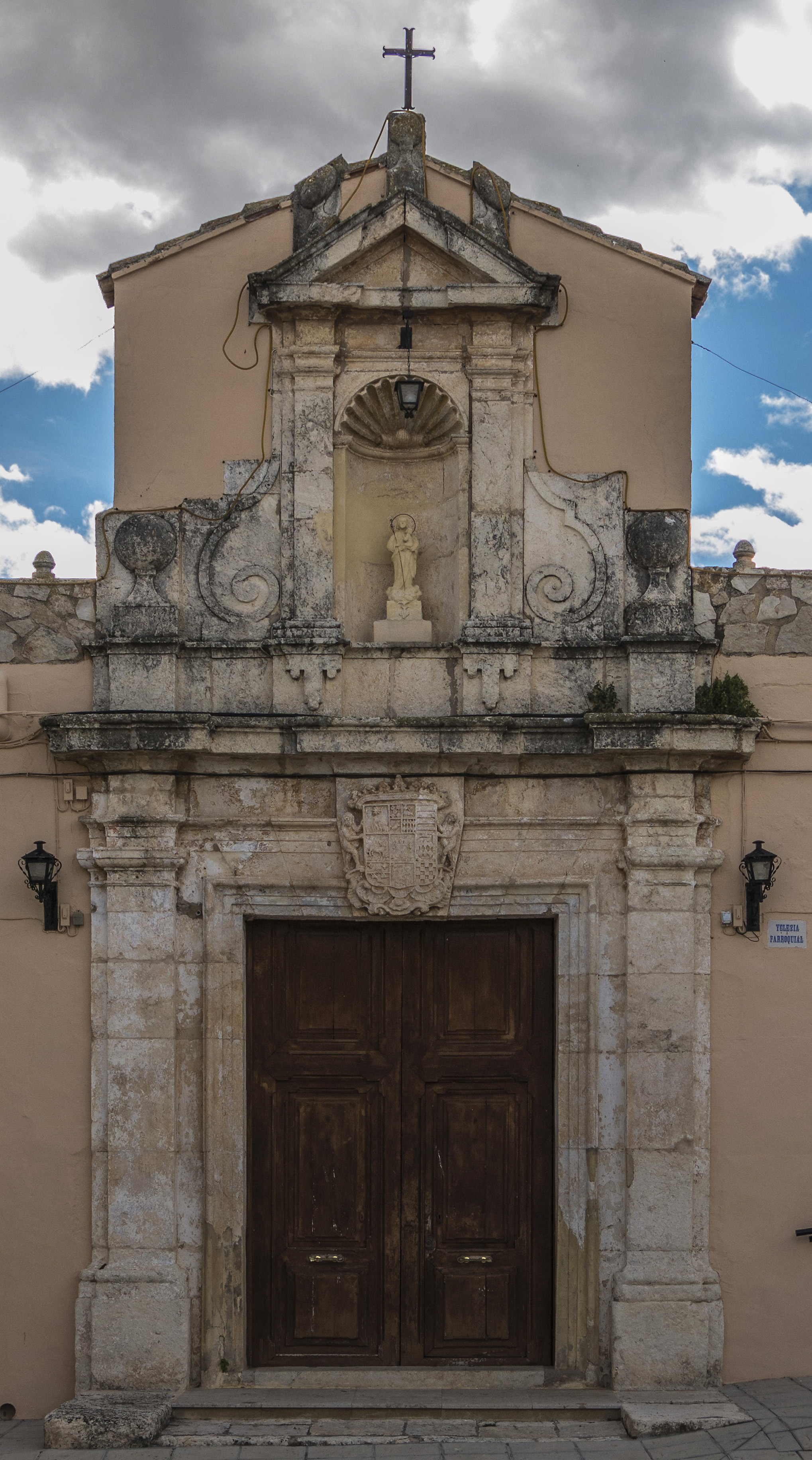
Iglesia parroquial de San José

El núcleo actual fue fundado en el xvii sobre el antiguo de El Tossalet, que había quedado despoblado. La iglesia, erigida en parroquia en 1972, está dedicada a San José. Tossalnou fue un municipio independiente hasta el año 1870, cuando fue agregado a Rafelguaraf por Real Orden de 26 de junio.

## Geografía humana

### Demografía
| Gráfica de evolución demográfica de Tosalnou entre 1842 y 1860 |
| |
| Población de derecho según los censos de población del INE Población de hecho según los censos de población del INEEntre el censo de 1877 y el anterior, este municipio desaparece porque se integra en el municipio 46209 (Rafelguaraf) |